# سابرینا هارمن
سابرینا دی هارمن (به انگلیسی: Sabrina Harman)، (زاده پنجم ژانویه ۱۹۷۸) افسر ذخیره ارتش ایالات متحده آمریکا است. وی یکی از افسران زن ارتش آمریکا است که به عنوان عوامل اصلی در تحقیر و تجاوز جنسی به زندانیان عراقی در شکنجه و آزار زندانیان ابوغریب شناخته می‌شود. او در سال ۲۰۰۳ تا ۲۰۰۴ در زندان ابوغریب بود و توسط ارتش ایالات متحده آمریکا، محاکمه نظامی شد.

## زندگانی نامه
هارمن در لورتون ویرجینیا به دنیا آمد. پدرش کارآگاه جنایی بود و خانواده، اغلب عکس‌های افراد مرده را در صحنه جنایت می‌دیدند. مادر هارمن، رابین، کارشناس علوم پزشکی قانونی بود. هارمن از دبیرستان رابرت ای لی در اسپرینگفیلد، ویرجینیا فارغ‌التحصیل شد.
پس از حملات ۱۱ سپتامبر ۲۰۰۱، هارمن به نیروهای ذخیره ارتش ملحق شد و به شرکت پلیس نظامی ۳۷۲ مستقر در کرزاپتاون، مریلند منصوب شد. هارمن قبل از اینکه شرکت او برای انجام وظیفه در عراق در فوریه ۲۰۰۳ فعال شود، و برای آموزش بیشتر به فورت لی، ویرجینیا اعزام شد.

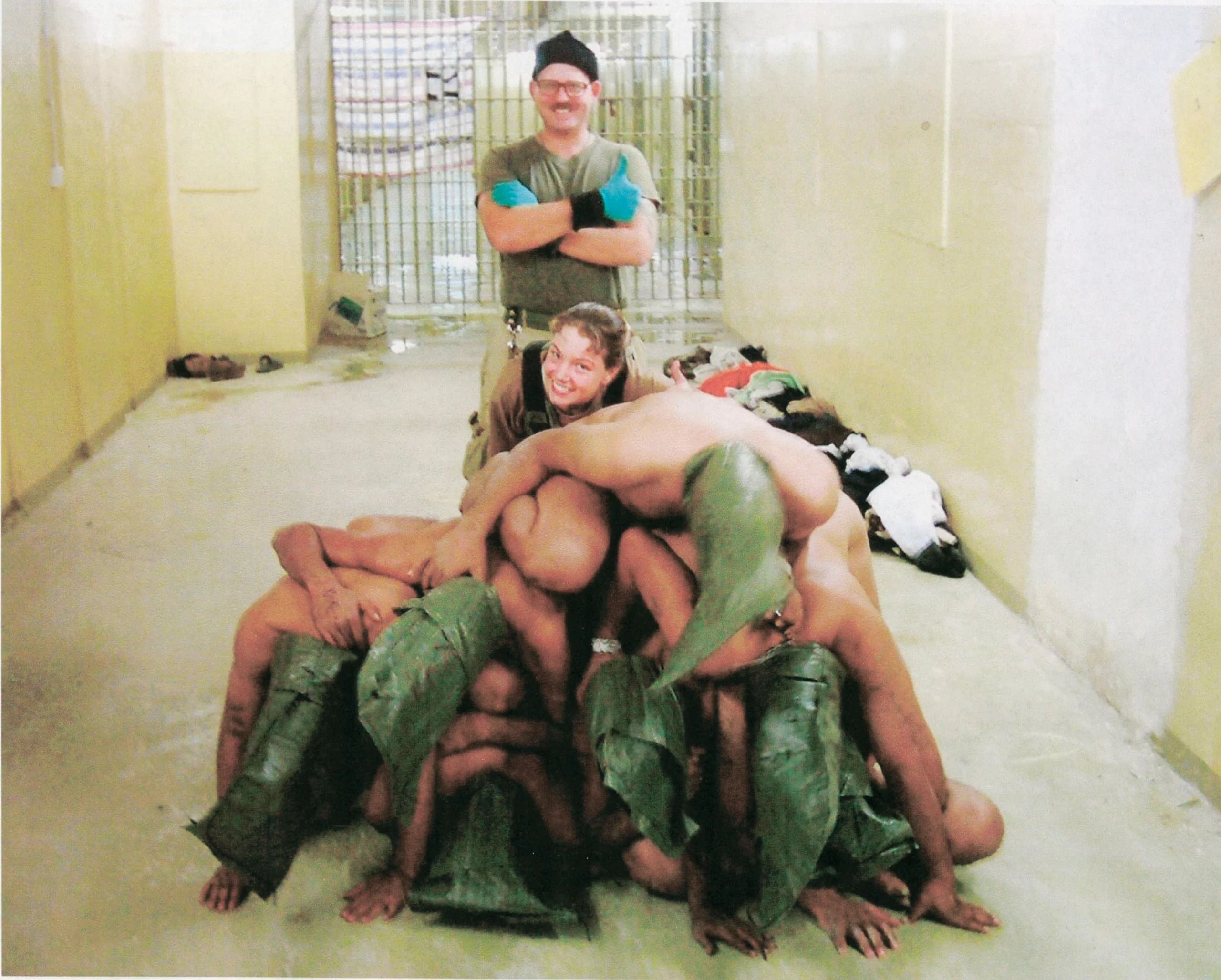
عکسی از هارمن در حین شکنجه زندانیان ابوغریب

## دادگاه
هارمن به اتهام بدرفتاری با بازداشت شدگان، توطئه برای بدرفتاری با بازداشت شدگان و ترک وظیفه محکوم شد. او به شش ماه حبس، سلب تمام حقوق و مزایای خود از ارتش، تنزل رتبه و اخراج از ارتش محکوم شد. او مدت حبس خود را در تیپ نیروهای دریایی در سن دیگو کالیفرنیا گذراند.
وکیل هارمن گفت که او امیدوار است که زنجیره فرماندهی نظامی به جای نیروهای ذخیره رده پایین مانند هارمن محاکمه شود. در حالی که هارمن اذعان داشت که می‌دانست اشتباهات زیادی انجام شده‌است، اما ادعا می‌کند که هیچ چیز دربارهٔ وجود قوانین رسمی در مورد رفتار با زندانیان، مانند کنوانسیون ژنو، نمی‌دانست.